# Кахамарка (регіон)
Кахамарка (ісп. Cajamarca, повна назва Región Cajamarca, кечуа Kashamarka suyu) — регіон на півночі Перу, межуючи з Еквадором. Регіон переважно знаходиться в Перуанських Андах, заходячи частково на Амазонську низовину.

## Географія
Місто Кахамарка лежить на висоті 2700 м над рівнем моря. Сезон дощів триває з грудня по березень. Середньорічна температура — 14 ° C.
Головні річки: Мараньйон, Чота і Уанкабамба.
Найвищі гори — Coimolache (4010 м між Уальгайок і Сан-Мігель) і Кумбе (3850 м біля міста Кахамарка).

## Історія

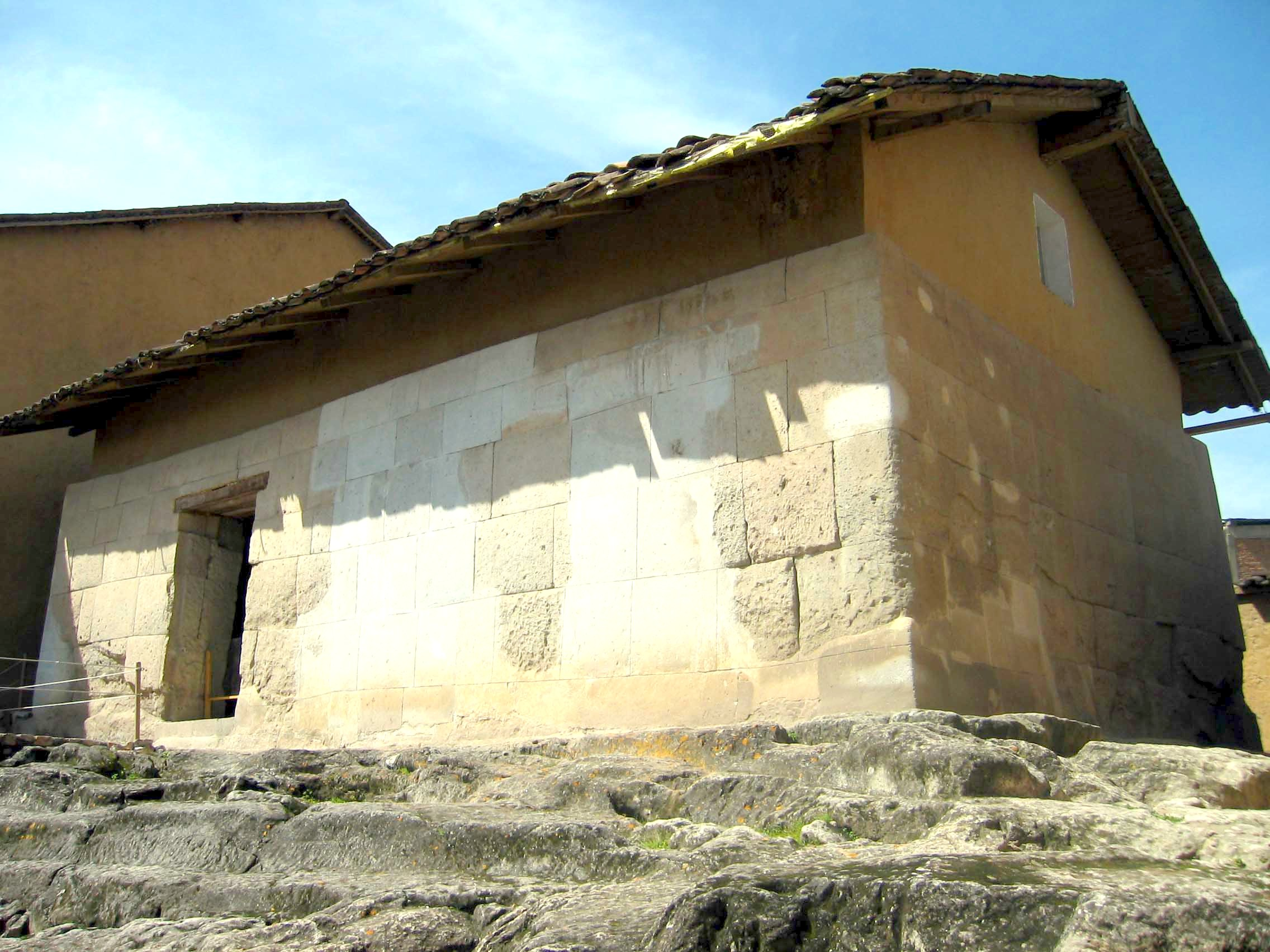
«Кімната викупу» Атауальпи

Найдавніші кераміки, знайдені в регіоні, вироблені культурою Кахамарка. Після завоювання народом варі Кахамарка стала важливим адміністративним центром, яким залишалася і в часи інків.
В 1532 році тут був полонений конкістадорами на чолі з Франсиско Пісарро останній вождь інків Атауальпа. Дотепер зберігся будинок, в якому утримували полоненого, і який інки повинні були тричі наповнити золотом і сріблом в обмін на свого правителя.

## Адміністративний поділ
Регіон розподіляється на 13 провінцій:
| №  | Провінції   | Площа, км² | Населення, осіб (1993) | Населення, осіб (2007) | Населення, осіб (2017) | Центр       | К-ть дистриктів |
| -- | ----------- | ---------- | ---------------------- | ---------------------- | ---------------------- | ----------- | --------------- |
| 1  | Кахабамба   | 1808       | 69236                  | 74287                  | 80630                  | Кахабамба   | 4               |
| 2  | Кахамарка   | 2980       | 230049                 | 316152                 | 369594                 | Кахамарка   | 12              |
| 3  | Келендін    | 2642       | 82436                  | 88508                  | 84223                  | Келендін    | 12              |
| 4  | Контумаса   | 2070       | 32698                  | 31369                  | 29532                  | Контумаса   | 8               |
| 5  | Кутерво     | 3028       | 143795                 | 138213                 | 125833                 | Кутерво     | 15              |
| 6  | Сан-Ігнакіо | 4990       | 112526                 | 131239                 | 141474                 | Сан-Ігнакіо | 7               |
| 7  | Сан-Маркос  | 1362       | 48632                  | 51031                  | 51152                  | Сан-Маркос  | 7               |
| 8  | Сан-Мігель  | 2542       | 61160                  | 56146                  | 48499                  | Сан-Мігель  | 13              |
| 9  | Сан-Пабло   | 672        | 24494                  | 23114                  | 22572                  | Сан-Пабло   | 4               |
| 10 | Санта-Крус  | 1418       | 44571                  | 43856                  | 39322                  | Санта-Крус  | 11              |
| 11 | Уалгайок    | 777        | 75806                  | 89813                  | 84479                  | Бамбамарка  | 3               |
| 12 | Хаєн        | 5233       | 170261                 | 183634                 | 197834                 | Хаєн        | 12              |
| 13 | Чота        | 3795       | 164144                 | 160447                 | 152383                 | Чота        | 19              |

## Найбільші населені пункти
Населені пункти з чисельністю населення понад 10000 осіб:
| №                                             | Населений пункт            | Населення, осіб (1993) | Населення, осіб (2007) | Населення, осіб (2017) |
| --------------------------------------------- | -------------------------- | ---------------------- | ---------------------- | ---------------------- |
| 1                                             | Кахамарка*                 | 92447                  | 161215                 | 210586                 |
| 2                                             | Хаєн*                      | 45929                  | 64379                  | 77227                  |
| 3                                             | Чота                       | 12608                  | 16531                  | 22885                  |
| 4                                             | Кутерво                    | 12838                  | 16728                  | 20830                  |
| 5                                             | Келендін                   | 12980                  | 16721                  | 20080                  |
| 6                                             | Кахабамба                  | 11940                  | 14528                  | 18880                  |
| 7                                             | Бамбамарка                 | 10630                  | 15632                  | 16815                  |
| 8                                             | Сан-Ігнакіо-де-ла-Фронтера | 7005                   | 11266                  | 13637                  |
| Примітка: * — конгломерація населених пунктів |                            |                        |                        |                        |

## Транспорт
Крім автомобільного сполучення із заходу на схід, регіон має аеропорт, який здійснює регулярні рейси в Ліму і Талару.

## Пам'ятки
- Кумбе-Майо
- Кунтур-Уасі
- Вікна Отуско

| Перу | Це незавершена стаття з географії Перу. Ви можете допомогти проєкту, виправивши або дописавши її. |